# Kalokagathia
Kalokagathia (altgriechisch καλοκἀγαθία kalokagathía, abgeleitet aus der Krasis καλὸς κἀγαθός kalós kagathós von καλὸς καὶ ἀγαθός kalòs kaì agathós „schön und gut“) ist die Bezeichnung für ein griechisches Ideal der körperlichen und geistigen Vortrefflichkeit („Schönheit und Gutheit“). Der Begriff bezeichnet eine Verbindung von körperlicher Schönheit und geistigen Vorzügen, die als gesamthafte Vortrefflichkeit (Arete) der Person erscheint. Der Begriff spielt bei Sokrates, etwa in Platons Dialogen, oder mittelbar in Xenophons Memorabilien (III, 8) eine große Rolle. Im 5. Jahrhundert v. Chr. wurde der Begriff meist für Adlige verwendet, im 4. Jahrhundert v. Chr. allgemein für hervorragende Persönlichkeiten.
Friedrich Hölderlin strebte sowohl in Dichtung als auch im realen Leben nach dieser Kalokagathia.